# NGC 3435
NGC 3435 is een spiraalvormig sterrenstelsel in het sterrenbeeld Grote Beer. Het hemelobject werd op 9 april 1793 ontdekt door de Duits-Britse astronoom William Herschel.

## Synoniemen
- UGC 6025
- MCG 10-16-22
- ZWG 291.12
- IRAS 10517+6132
- PGC 32786